# Deutsche Fechtmeisterschaften 1955
Bei den Deutschen Fechtmeisterschaften 1955 wurden Einzel- und Mannschaftswettbewerbe in den Disziplinen Herrendegen, Herrensäbel und Herrenflorett ausgetragen. Bei den Damen wurde nur Florett gefochten. Die Meisterschaften wurden vom Deutschen Fechter-Bund organisiert.

## Herren

### Florett (Einzel)
| Platz | Sportler         | Verein              |
| ----- | ---------------- | ------------------- |
| 1     | Günter Stratmann | FSG Iserlohn        |
| 2     | Norman Casmir    | Hermannia Frankfurt |
| 3     | Willy Fascher    | TK Hannover         |

Weitere Platzierungen: 4. Hainer Kaldschmidt (Göppingen), 5. Tomec Constantin (Frankfurt), 6. Günther Unglaub (TV Offenbach), 7. Victor Mühleis (Ulm), 8. Karl Kolbinger (Hamburg), 9. Karl-Heinz Haaf (FSV Hamburg), 10. Herbert Faßbender (Kölner FK)

### Florett (Mannschaft)
| Platz | Verein              | Sportler |
| ----- | ------------------- | -------- |
| 1     | Hermannia Frankfurt |          |
| 2     | TSG Ulm             |          |
| 3     | FSG Iserlohn        |          |

### Degen (Einzel)
| Platz | Sportler         | Verein          |
| ----- | ---------------- | --------------- |
| 1     | Fritz Zimmermann | DFC Düsseldorf  |
| 2     | Erwin Kroggel    | TV Hannover     |
| 3     | Paul Gnaier      | Heidenheimer SB |

Weitere Platzierungen: 4. Dieter Fänger (RFC Düsseldorf), 5. Anselm Jänicke (Heidelberg), 6. Ludwig Hofacker (TK Göttingen), 7. Wilfried Pflaumenbaum (Berliner FC), 8. Rudi Baltres (Saarbrücken), 9. Wolfhart Wulz (Heidenheim), 10. Richard Garvs (Eimsbütteler TV)

### Degen (Mannschaft)
| Platz | Verein              | Sportler |
| ----- | ------------------- | -------- |
| 1     | Hermannia Frankfurt |          |
| 2     | TK Hannover         |          |
| 3     | Kölner FK           |          |

### Säbel (Einzel)
| Platz | Sportler         | Verein         |
| ----- | ---------------- | -------------- |
| 1     | Günter Stratmann | FSG Iserlohn   |
| 2     | Günther Knödler  | Saarbrücken    |
| 3     | Egon Gehlen      | DFC Düsseldorf |

Weitere Platzierungen: 4. Jürgen Theuerkauff (Bonn), 5. Fritz Vogel (Hamburg), 6. Wilfried Wöhler (Solingen), 7. Karl Bach (Saarbrücken), 8. Max Köstner (Nürnberg), 9. Walter Köstner (Nürnberg), 10. Tomec Constantin (Frankfurt)

### Säbel (Mannschaft)
| Platz | Verein          | Sportler |
| ----- | --------------- | -------- |
| 1     | TK Hannover     |          |
| 2     | TuS Neunkirchen |          |
| 3     | OFC Bonn        |          |

## Damen

### Florett (Einzel)
| Platz | Sportler             | Verein              |
| ----- | -------------------- | ------------------- |
| 1     | Ilse Keydel          | TK Hannover         |
| 2     | Lilo Perrin-Allgayer | Hermannia Frankfurt |
| 3     | Magda Müller         | TV Offenbach        |

Weitere Platzierungen: 4. Johanna Hagedorn (Düsseldorf), 5. Erna Gazzera (Kölner Fechtklub), 6. Trude Jacob (Offenbach), 7. Helmi Höhle (Offenbach), 8. Astrid Berndt (Hannover), 9. Ilse Meyer (Iserlohn), 10. Margot Wiest (Ulm)

### Florett (Mannschaft)
| Platz | Verein              | Sportler |
| ----- | ------------------- | -------- |
| 1     | Hermannia Frankfurt |          |
| 2     | Eimsbütteler TV     |          |
| 3     | TSG Heidenheim      |          |